# Jakub Hodr
Jakub Hodr (1. července 1848 Čejkovice – 9. března 1927 Brno) byl český římskokatolický kněz, profesor teologie, buditel národa, kanovník a papežský prelát.

## Život
Narodil se 1. července 1848 v Čejkovicích. Úspěšně absolvoval Německé gymnázium v Brně a poté od roku 1869 studoval na Bohosloveckém ústavu v Brně. V době svých studií se přátelil s Tomášem Garriguem Masarykem. Na kněze byl vysvěcen roku 1873 a po vysvěcení se stal kaplanem ve Šlapanicích. Poté byl poslán do Vídně kde získal doktorát teologie. Po návratu do Brna byl roku 1879 jmenován prefektem Chlapeckého semináře a později regentem. V letech 1880–1902 byl profesorem církevních dějin a kanonického práva na bohosloveckém ústavu.
Byl členem Dědictví sv. Cyrila a Metoděje a Českého čtenářského spolku v Brně. Roku 1901 se stal kanovníkem Královské stoliční kapituly sv. Petra a Pavla v Brně. Papež mu udělil titul Tajného papežského komořího a později Tajného papežského preláta. Jeho velkým zájmem bylo cestování, navštívil např. Itálii, Německo a Francii.
Zemřel 9. března 1927 v Brně. Pohřben byl na Ústředním hřbitově města Brna.